# Carmen Castán Saura
Carmen Castán Saura   (Gavàs, 1954) és una escriptora i mestra d'idioma aragonès, membre del Consello d'a Fabla Aragonesa.

## Trajectòria professional

### Articles
Llicenciada en filologia hispànica per la Universitat de Saragossa, ha escrit diversos articles, com Una experiència didàctica: l'ensenyament del patués per a adults. Breu recorregut pel patués escrit (1996), Set contes benasqueses: un món màgic i ancestral (1998) i Chen que charra l'aragonès benasqués en Benás en 1997 (1998).

### Novel·les i obres curtes
Com a escriptora en prosa, Castán és autora de les novel·les La descordada bida de Sinforosa Sastre i Cuan l'odio esbatega pe'l aire, per les quals va obtenir sengles Premis Arnal Cavero en 1997 i 2003. A més, ha escrit altres obres literàries curtes com a L'aigua rosegui, La uló de la eschelagra, El sielo ye coma la musica (Premi Bila de Benás en 2000) i El somni de les tres llunas, La coba interior i El espiello, aquestes últimes tres Premis El Grau en 1989, 1990 i en 1997. En les seves històries tracta de preservar l'idioma de la zona i les històries tradicionals locals, així com els antics costums dels vilatans.

### Estil literari
En els seus escrits es poden destacar un estil barroc, amb descripcions exacerbades; la fatalitat inevitable, potser similar a la manera de les tragèdies gregues; la mescla de la realitat i la fantasia, de manera similar al realisme màgic; i la presència constant de referències etnogràfiques; aquestes característiques conjuguen la tècnica literària amb la tradició i les llegendes de la zona.

## Guardons
Va ser guardonada amb l'I Premi El Chulet del Patués, atorgat per l'Ajuntament de Benasque per la difusió i defensa de la parla pròpia de la vall de Benasque ("Chulet" significa guardià). Així mateix, va rebre el Premi Aragó Identitat 2014 per part de la Fundació Aragonesista 29 de juny.